# Ixias weelei
Ixias weelei är en fjärilsart som först beskrevs av Van Eecke 1912.  Ixias weelei ingår i släktet Ixias och familjen vitfjärilar. Inga underarter finns listade i Catalogue of Life.